# Chad Hurley
Pour les articles homonymes, voir Hurley.
Chad Hurley, né le 24 janvier 1977 à Reading (Pennsylvanie), est un entrepreneur américain. Il est l'un des fondateurs et ancien PDG de la plateforme de vidéos en ligne YouTube, l'une des plus importantes sur le web. En juin 2006, il a été classé vingt-huitième de la liste des 50 personnes qui comptent du magazine Business 2.0 (en). En octobre 2006, il a vendu YouTube à Google pour 1,65 milliard de dollars.
Selon un article du Wall Street Journal du 10 octobre 2006, il a travaillé chez PayPal, filiale d’eBay avec comme collègue Jason Beat. L’un de ses travaux a consisté à produire le premier logo PayPal.
Selon un article du Newsweek du 1er mars 2006, Hurley est un expert en interface utilisateur et a été le principal employé responsable de la partie du partage de vidéo et système de tag du site.

## Biographie

### Jeunesse
Chad Meredith Hurley est né le 24 janvier 1977 à Reading (Pennsylvanie). Il est diplômé de l'école secondaire de Twin Valley, Elverson en 1995 et obtient son diplôme des beaux-arts de l'université d'Indiana en Pennsylvanie en 1999. Il est un coureur remarquable du programme de ski de fond du lycée de Twin Valley, qui gagne deux de ses titres d'État avec Chad en tant que membre entre 1992 et 1994.

### PayPal
Alors sur le point d'être diplômé, Hurley entend parler d'une nouvelle entreprise, PayPal, à l'époque dédiée aux transferts d'argent entre utilisateurs de PDA. Hurley envoie alors son CV et reçoit une proposition d'entretien, durant lequel, pour montrer ses talents, il lui est demandé de dessiner un logo qui devient le logo officiel de PayPal durant des années.
C'est pendant cette période qu'il rencontre Steve Chen et Jawed Karim, deux ingénieurs de PayPal avec qui il développe plusieurs idées d'entreprise. En 2002, lors de l'acquisition de PayPal par eBay pour 1,54 milliard de dollars, Hurley reçoit un bonus qu'il utilise pour financer leur future entreprise. L'entreprise est également aidée par leur relation avec Roelof Botha, l'ancien directeur financier de PayPal.

### YouTube

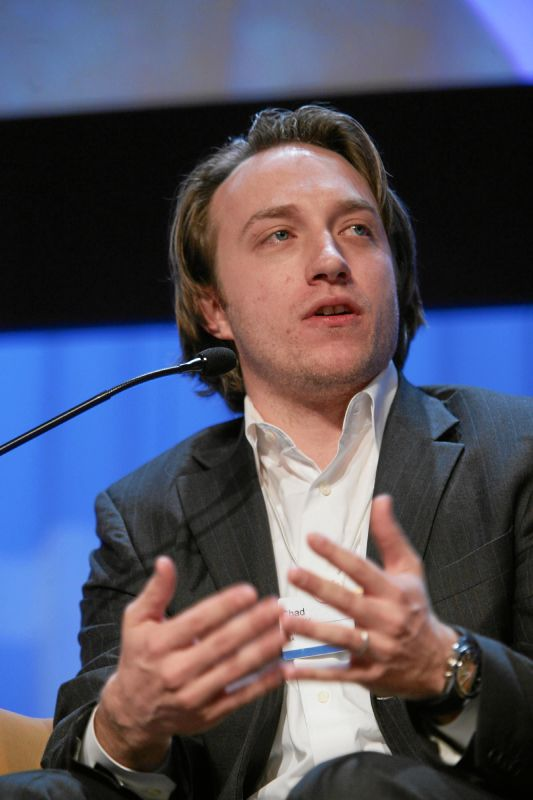
Chad Hurley au Forum économique mondial en 2007.

Le 16 octobre 2006, Chen, Hurley et Karim vendent YouTube à Google pour 1,65 milliard de dollars. Il a été rapporté dans le Wall Street Journal que la part de la vente de YouTube de Chad Hurley était 345,6 millions de dollars en actions Google, au prix de 470,01 $ à la clôture du marché du 7 février 2007. Il reçut directement 694 087 actions Google, et 41 232 actions en bons d'investissement. Les deux autres cofondateurs, Steve Chen et Jawed Karim, reçurent respectivement 625 366 et 137 443 actions pour le montant de 326,2 M$ et 64,6 M$. Le rapport du journal se base sur la déclaration d'enregistrement de Google auprès de la Securities and Exchange Commission, l'organisme de régulation des activités boursières des États-Unis, datant du 7 février 2007.

### Formule 1 (2009 -)
Chad participe en tant qu’actionnaire majoritaire de l'équipe USF1, Team US F1, une des nouvelles équipes pour la saison 2010. Le 2 mars 2010, le personnel est démis de leurs fonctions et l'équipe officieusement fermée définitivement. Ni Hurley, ni le directeur d'équipe Ken Anderson, ou le directeur des sports Peter Windsor n'ont commenté l'échec de l'équipe à se placer dans le peloton. D'après la rumeur, Hurley tente toujours de s'impliquer dans la F1 via d'autres pas seulement équipes.

## Vie personnelle
Hurley est marié à Kathy Clark, la fille de James H. Clark, un entrepreneur de la Silicon Valley. Ils ont eu deux enfants.[réf. souhaitée]